# Samuel Barck
Samuel Barck, född 8 september 1662 i Söderbärke prästgård i Dalarna, död 8 mars 1743, var en svensk ämbetsman och politiker.
Barck var son till Laurentius Petri Ferneboensis och Anna Blackstadia. Han inskrevs som student vid Uppsala universitet 1673, varefter han företog ett antal resor till utlandet 1685-95. Därefter påbörjade han sin politiska bana. Han vistades mestadels i Stockholm, och försåg genom brevväxling Olof Hermelin med uppgifter om stämmingar och förhållanden i huvudstaden.
1704 blev han hovråd hos änkedrottning Hedvig Eleonora. Han adlades 1705 med namnet Barck. I början av 1700-talet köpte Barck Sparreska palatset på Riddarholmen i Stockholm. Barck var överpostdirektör åren 1713-1715 och tjänade under Ulrika Eleonora som riksråd i många år. Han blev statssekreterare 1714 och friherre 1719, riksråd 1727 och greve 1731.
Som riksråd anslöt han sig till Arvid Horn, och när hattarna gick segrande ur konflikten blev Barck i mars 1739 avsatt ur rådet.
Han gifte sig år 1700 med Samuel Göthes dotter Anna Elisabet och de fick barnen Ulrik Barck (1718-1772) och Nils Barck (1713-1782).